# Don Quichot (ballet)

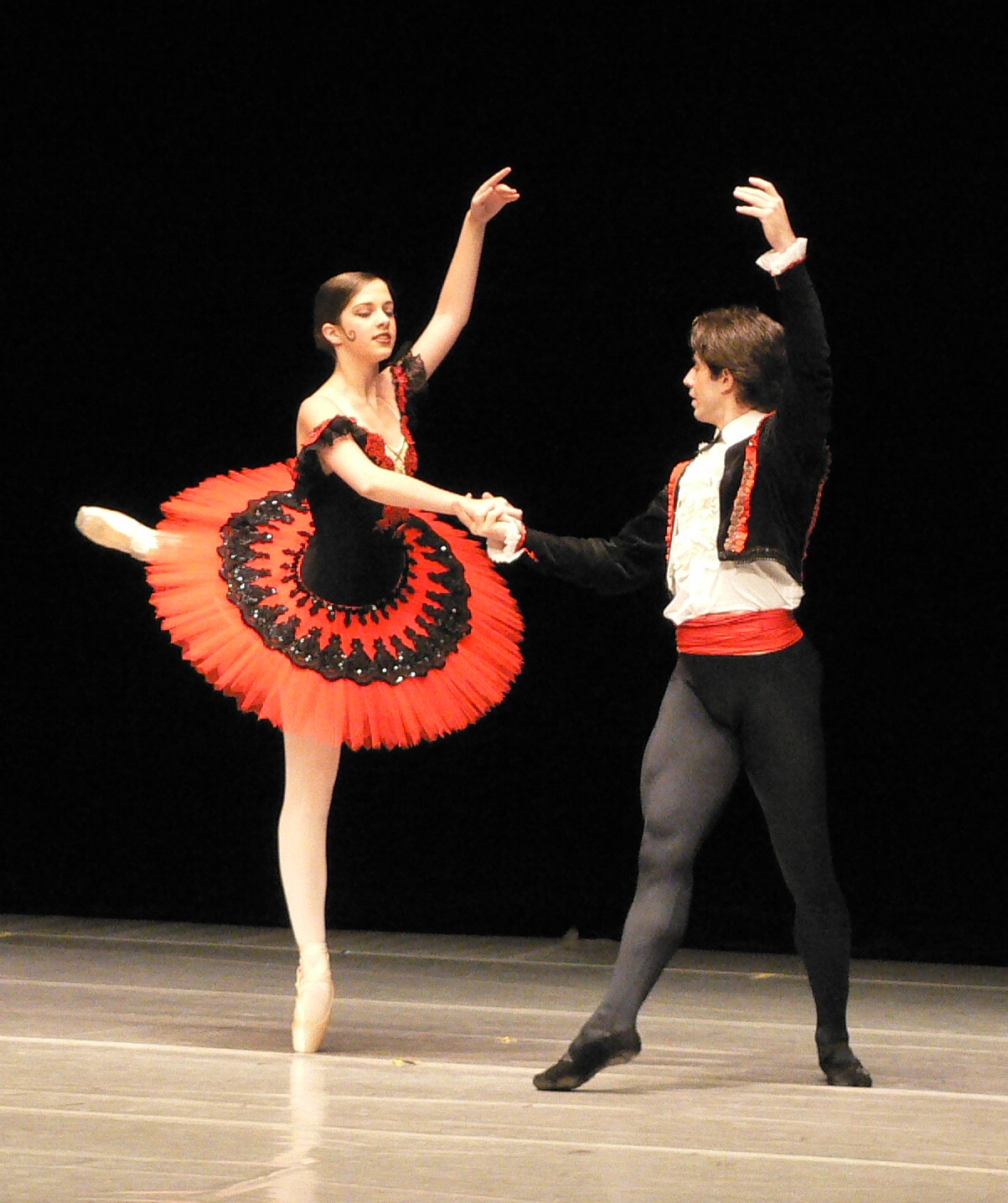
Grand pas de deux van Kitri en Basilio, de finale van het hedendaagse ballet

Don Quichot is een ballet dat is gebaseerd op een deel uit de beroemde roman Don Quichot van Miguel de Cervantes – het werd oorspronkelijk in vier bedrijven en acht scènes opgevoerd, in een choreografie van Marius Petipa op muziek van Léon Minkus. 
Het ballet werd voor het eerst gepresenteerd door het gezelschap van het Keizerlijk Ballet in het Bolshoi Theater van Moskou in januari 1869. Daarna werkten Petipa en Minkus aan een herziening van het ballet, tot een veel uitgebreidere versie in vijf bedrijven en elf scènes voor het Keizerlijk Ballet. 
Don Quichot wordt tegenwoordig uitgevoerd met een eigentijds decor en de kleding is gemaakt door Jérome Kaplan. 

## Verhaal
Er zijn verschillende versies van dit ballet, dat gebaseerd is op de roman van Cervantes.
- Oorspronkelijk – Don Quichot is een oudere man die gek is op verhalen over edele ridders. Hij wil zelf ook zulke avonturen beleven. Hij heeft niet voor niets de bijnaam van de ridder met het treurige voorkomen. Met een oude scheerkom als helm en een oud uitgemergeld paard gaat hij in de naam van God en geliefde strijden om weerloze jonkvrouwen en wezen te beschermen. Hij vecht tegen windmolens waarvan hij denkt dat het reuzen zijn. Verstrikt in de molenwieken verklaart hij dat er met deze reuzen niet te spotten valt.

De 19e-eeuwse Oostenrijks-Russische componist Léon Minkus zette dit tragikomische verhaal op suggestieve en wervelende balletmuziek; de vermaarde Marius Petipa tekende voor de choreografie.
- Hedendaags – De hedendaagse versie draait om Basilio en Kitri, twee jonge geliefden in Barcelona. Kitri moet van haar vader trouwen met de rijke man Gamache. Don Quichot komt bij de herberg van Kitri’s vader en ziet dat zij ongelukkig is. Daarom daagt hij Gamache uit voor een duel. Don Quichot wordt weggejaagd. Dan doet Basilio net alsof hij sterft en smeekt Kitri’s vader om medelijden te hebben – en om hem daarom met Kitri te laten trouwen. De vader stemt toe. Tijdens de bruiloft dansen Basilio en Kitri een grand pas de deux in Spaanse stijl. Don Quichot vertrekt, op zoek naar nieuwe avonturen.

Het verhaal op zich heeft niet meer zo veel te maken met Cervantes’ roman, maar het geeft het ballet wel de mogelijkheid Spaanse dansvariaties op te voeren. Alle elementen uit de Spaanse folklore zijn dan aanwezig: waaiers, toreadors, zigeuners en zwierige rokken.

## Personages
In het ballet komen veel verschillende personages voor. De hoofdpersonen zijn:
- Don Quichot – edelman, en het stereotype van een idealist; hij gedraagt zich als een held die met zijn goede bedoelingen, maar onpraktische daden, zichzelf min of meer belachelijk maakt
- Sancho Panza – buurman en dienaar van Don Quichot; Sancho is een kleine boer, analfabeet maar niet dom, en heeft eten en drinken als belangrijkste interesses
- Gamache – rijk edelman
- Kitri – herbergiersdochter
- Basilio – geliefde van Kitri, kapper in het dorp
- Lorenzo – vader van Kitri

Onderweg ontmoet Don Quichot nog vele andere personages van herders tot edelen, en van misdadigers tot priesters.

## Symboliek
- Tijdens de pas de deux van Kitri en Basilio staat Basilio op gegeven moment achter Kitri met zijn armen om haar middel heen geslagen en zijn hoofd tegen haar hoofd aan gevlijd; dit staat symbool voor verliefdheid en liefhebben van iemand.
- Op het feest komt Lorenzo naar Kitri en Basilio toe en omhelst hen beiden met een grote glimlach op zijn gelaat; dit symboliseert het feit dat hij blij is met beiden en dus ook blij met het feit dat ze gaan trouwen. Hiermee wordt duidelijk dat hij nu achter de keuze van zijn dochter staat, wat hij in eerste instantie niet deed.